# Zhengde

Hofporträt des Kaisers Zhengde

Zhengde 正德 (* 26. Oktober 1491; † 8. Juni 1521), Geburtsname: Zhu Houzhao 朱厚照, Tempelname: Wuzong 武宗, war der zehnte chinesische Kaiser der Ming-Dynastie. Er regierte von 1505 bis 1521 über China.

## Leben
Zhengde wurde von seinem Vater Hongzhi über alles geliebt, dennoch war sich dieser über die Fehler seines einzigen Sohnes im klaren. Auf seinem Totenbett beschwor er seine Großsekretäre, ein Auge auf den jungen 14-jährigen Kaiser zu haben, mit den Worten: Er ist sehr intelligent, aber liebt Leichtigkeit und Vergnügen. Die Warnung sollte zutreffen. Zhengde missachtete den strengen Konfuzianismus seines Vaters, zeigte keinerlei Interesse an der Regierung, war ungeduldig bei den Staatsritualen und verachtete das orthodoxe Beamtentum. Stattdessen umgab er sich lieber mit seinen Eunuchen, denen er zunehmend Machtkompetenzen zubilligte. Zhengde verfolgte einen Lebensstil der Lässigkeit, bestehend aus Reiten, Bogenschießen, Jagd und Musik. Der Kaiser holte alle Arten von Unterhaltern an seinen Hof, wie Ringer, Akrobaten und Zauberer. Alarmiert über diese Zustände, versuchten die Beamten, die einflussreichsten Eunuchen 1506 zu verbannen. Doch sie scheiterten und die Regierung glitt immer mehr in die Hände der Leibeunuchen des Kaisers.
Der Zhengde-Kaiser liebte Frauen und Wein und soll des Öfteren mehrere Tage lang betrunken gewesen sein. Prostituierte wurden gar als weibliche Palastgarde angestellt, abkommandiert, um dem Sohn des Himmels in Truppenparaden zu gefallen. Eine der größten Freuden für Zhengde war es, verkleidet den Palast zu verlassen und sich auf den Straßen Pekings herumzutreiben. Der Kaiser feierte wilde Orgien in den Bordellen der Hauptstadt. All dies schockierte die Konfuzianer am Hof, brachte dem Kaiser jedoch im Volk den Ruf eines Frauenhelden und Lebemanns ein.
Das hatte negative Konsequenzen. Im Jahr 1510 erhob sich ein kaiserlicher Prinz in Ningxia und wollte den als schwach und lasterhaft geltenden Monarchen absetzen. Der Aufstand wurde zwar schnell niedergeschlagen, doch folgten zwei Jahre Banditenunwesen und Bauernaufstände in Sichuan. Zhengde schreckte dies auf, und fortan widmete er sich intensiver der Regierung. Mehr und mehr begann er sich für das Militär zu begeistern und sich mit der Sicherheit im Reich zu beschäftigen. Er adoptierte sogar 127 Offiziere und verlieh ihnen den kaiserlichen Familiennamen Zhu. Aus seinen Eunuchen schuf er eine kleine Truppe, die er täglich im Palast drillte und im Umgang mit Artillerie schulte. Militärkleidung wurde auch plötzlich Mode bei Hofe. In der Öffentlichkeit trug man Harnisch über der Seidenrobe. 
Zhengde unternahm von 1517 bis 1519 eine ausgedehnte Inspektionsreise an die Nordwestgrenze des Reiches, wo er intensiv die Armeen begutachtete und ein neues Hauptquartier für die Grenztruppen einrichtete. Danach wandte er seine Aufmerksamkeit dem Süden zu. Die Beamten protestierten angesichts der Kosten für dieses weitläufige Unternehmen. Zhengde überging ihre als kurzsichtig empfundene Kritik selbstbewusst und ließ einige sogar hinrichten. Erst zu Zeiten der Kaiser Kangxi und Qianlong sollten solche durchaus sinnvollen Inspektionstouren durch ganz China gang und gäbe werden. Der Kaiser fuhr den Kaiserkanal hinunter und erreichte 1520 Nanjing. Auf seiner Rückreise in die Nördliche Hauptstadt kenterte das kaiserliche Boot, und Zhengde zog sich eine schwere Infektion zu. Nachdem er während einer Zeremonie Blut gespuckt hatte, starb er drei Monate später, im Alter von nur 30 Jahren. Er hinterließ keine bekannten Kinder, was dazu führte, dass ein Cousin seine Nachfolge antrat.
Zhengdes unorthodoxe Staatsführung führte dazu, dass Eunuchen mehr Macht über den Staat bekamen. Später abgelöst von der Herrschaft der Günstlinge, meist Militärs ohne politische Erfahrung. In ihrer Verzweiflung intervenierten die Großsekretäre und Minister und forderten von Zhengde die Zurückdrängung der Emporkömmlinge. Tatsächlich mit Erfolg. Der leitende Großsekretär wurde allmählich zum einflussreichsten Beamten im Reich der Mitte. Damit verbunden war der Aufstieg der Provinzbeamten, deren Machtbereich immer mehr zunahm. Sie sicherten sich Steuerfreiheit und kauften große Ländereien auf, was zwangsläufig zu höherer Steuerbelastung führte.